# Atelopus pinangoi
Atelopus pinangoi is een kikker uit de familie padden (Bufonidae) en het geslacht klompvoetkikkers (Atelopus). De soort werd voor het eerst wetenschappelijk beschreven door Juan Arturo Rivero in 1982. Omdat de soort pas sinds recentelijk is beschreven wordt de kikker in veel literatuur nog niet vermeld.
Atelopus pinangoi leeft in delen van Zuid-Amerika en komt endemisch voor in Venezuela. De kikker is bekend van een hoogte van 2300 tot 2920 meter boven zeeniveau. De soort komt in een relatief klein gebied voor en is hierdoor kwetsbaar. Door de internationale natuurbeschermingsorganisatie IUCN wordt de soort beschouwd als 'Kritiek'.
Atelopus pinangoi is een zeer zeldzame soort, en is niet meer waargenomen sinds 1997.